# Științifico-fantastic erotic
Temele erotice sunt frecvent utilizate în științifico-fantastic sau în alte genuri conexe (groază, fantastic etc.)  Astfel de elemente pot include reprezentări sexuale realiste într-un decor științifico-fantastic, un protagonist cu o sexualitate alternativă sau exploatarea mai multor  experiențe sexuale care sunt dincolo de cele convenționale.
Lucrările științifico-fantastice și fantastice au fost uneori mai reținute în descrierea unor forme de sexualitate în comparație cu alte forme de narațiune. Cu toate acestea, ficțiunea speculativă oferă și libertatea de a imagina societăți culturale diferite față de viața reală, ceea ce o face un instrument incisiv de a examina prejudecățile erotismului forțând cititorul să-și reconsidere ipotezele sale culturale. 
Înainte de anii 1960, sexualitatea explicită de orice fel nu a fost o caracteristică a ficțiunii speculative. În anii 1960,  științifico-fantasticul și fantasticul au început să reflecte cerințele mișcărilor pentru drepturi civile precum și apariția unei contra-culturi. Noul Val și feminismul ştiințifico-fantastic au imaginat culturi într-o varietate de modele de gen cu relații sexuale atipice considerate normale. Reprezentări ale unor acte sexuale și sexualități alternative au devenit comune.
Există, de asemenea, un științifico-fantastic erotic care explorează sexualitatea și prezentarea de subiecte menite să stimuleze excitarea.

## Teme explorate
Mai multe teme sunt folosite în ficțiunea speculativă:
- Sex cu extratereștri, mașini și roboți
- Tehnologia reproductivă, inclusiv clonarea , utere artificiale, partenogeneza și ingineria genetică
- Egalitatea sexuală a bărbaților și a femeilor
- Societățile dominate de femei sau de bărbați, inclusiv lumi cu un singur gen
- Poliamor
- Schimbarea rolurilor de gen
- Homosexualitatea și bisexualitatea
- Androginități și modificări ale sexului
- Sex în realitatea virtuală
- Alte progrese tehnologice pentru   plăcerea sexuală, cum ar fi Teledildonica
- Asexualitate
- Sarcinii de sex masculin[1][2][3]
- Tabuuri sexuale și de moralitate
- Sex în gravitație zero
- Controlul nașterilor și alte măsuri mai radicale pentru a preveni suprapopularea